# Hans Kottulinsky
Jan Vojtěch Kotulinský z Kotulína (německy Johann Adalbert Graf Kottulinsky, často jen jako Hans Kottulinsky, 24. dubna 1913, Neudau - 11. prosince 1984 tamtéž) byl slezsko-rakouský šlechtic a politik za Lidovou stranu (ÖVP) a velkostatkář. Pocházel ze slezského rodu Kotulinských z Kotulína.
V letech 1945-1949 a 1953-1959 byl členem Rakouské národní rady.

## Život
Po základní škole Jan Vojtěch navštěvoval gymnázium a studoval na Univerzitě přírodních zdrojů a aplikovaných biologických věd ve Vídni.
V letech 1937-1939 pracoval jako zemědělský úředník na panství svého otce, která po jeho smrti převzal. Poté byl činný jako majitel a vedoucí rodových podniků.
Jan Vojtěch Kotulinský byl politicky aktivní, angažoval se ve straně Vlastenecká fronta a v Rakouské domobraně. Kvůli tomu byl po převzetí moci národními socialisty v roce 1938 na několik dní uvězněn.
Po válce zastupoval Rakouskou lidovou stranu v době od prosince 1945 do června 1959 v Národní radě.
Jeho mladší bratr Kunata Kottulinsky byl manažer a odborový funkcionář.